# أيوب عبد اللاوي
أيوب عبد اللاوي (مواليد 16 فبراير 1993 برغاية، الجزائرالعاصمة)، لاعب كرة القدم جزائري. يلعب بشكل رئيسي في مركز قلب الدفاع، ويستخدم أيضا إفلتات خاطفة من وقت لآخر في جهة اليسار حين تسنح له فرصة من خريج اكادمية الاتحادية الجزائرية لكرة القدم لعب في اتحاد الجزائر ثم احترف كرة القدم في سويسرا ليلعب في نادي سيون بعدها انتقل نادي الاتفاق وهو حاليا قائد نادي مولودية الجزائر.

## المستوى الدولي
في عام 2013، عبد اللاوي لعب في بطولة أفريقيا تحت 20 سنة لكرة القدم 2013 الذي جرى في الجزائر. ثم بعدها مع منتخب الجزائر الأولمبي لكرة القدم في كأس افريقيا للأمم 2015 لأقل من 23 سنة الذي جرى بالسنغال.

## روابط خارجية
- أيوب عبد اللاوي profile at DZFoot.com (بالفرنسية)
- أيوب عبد اللاوي على موقع قاعدة بيانات كرة القدم.إي يو (الإنجليزية)
- أيوب عبد اللاوي على موقع ناشيونال فوتبول تيمز (الإنجليزية)
- أيوب عبد اللاوي على موقع Soccerway.com (الإنجليزية)
- أيوب عبد اللاوي على موقع عالم كرة القدم.نت (الإنجليزية)
- أيوب عبد اللاوي على موقع أوليمبيديا (الإنجليزية)